# Za ľudí
Za ľudí (deutsch Für die Menschen) ist eine 2019 gegründete slowakische politische Partei des Mitte-rechts-Spektrums. Erster Parteivorsitzender war der ehemalige Präsident der Slowakei Andrej Kiska. Im August 2020 übernahm die bisherige stellvertretende Vorsitzende Veronika Remišová den Parteivorsitz, nachdem Kiska sich aus der Politik zurückgezogen hatte.
Sie versteht sich als zentristische Partei. Bei der Nationalratswahl 2020 erhielt die Partei 5,8 % der Stimmen und errang auf Anhieb 12 Sitze im Nationalrat. Seit 21. März 2020 ist sie an der Regierung Matovič sowie der darauffolgenden Regierung Heger mit zwei Ministern beteiligt.
2021 wurde die Partei durch mehrere Austritte geschwächt. Zuerst verließen Miroslav Kollár und Tomáš Valášek die Partei vor und während der Koalitionskrise der Regierung Matovič. Im September 2021 trat der Flügel um die Justizministerin Mária Kolíková mit sechs Abgeordneten nach einem innerparteilichen Machtkampf aus und wurde von der Fraktion der Koalitionspartei Sloboda a Solidarita (SaS) aufgenommen. Somit hat Za ľudí nur noch vier Abgeordnete und keine eigene Fraktion im Nationalrat mehr.